# Un plus une
Un plus une is een Franse film uit 2015 onder regie van Claude Lelouch. De film ging in première op 11 september op het 40ste Internationaal filmfestival van Toronto.

## Verhaal
Antoine (Jean Dujardin) laat zijn vriendin in Parijs achter en trekt naar India om mee te werken aan een Bollywood-adaptatie van Romeo en Julia. Zijn eerste avond wordt hij voor een diner uitgenodigd door de Franse ambassadeur (Christophe Lambert). Hij komt tijdens het eten naast Anna (Elsa Zylberstein), de vrouw van de ambassadeur, te zitten. Al snel slaat een vonk over en worden ze beiden verliefd op elkaar. Op vraag van Anna gaat hij mee met haar op een lange treinreis naar het zuiden van India. Terwijl hun liefde groeit, is er ook nog de ambassadeur en Antoine’s vriendin in Parijs.

## Rolverdeling
| Acteur              | Personage        |
| ------------------- | ---------------- |
| Jean Dujardin       | Antoine Abeilard |
| Elsa Zylberstein    | Anna Hamon       |
| Christopher Lambert | Samuel Hamon     |
| Alice Pol           | Alice Hanel      |
| Rahul Vohra         | Rahul Abhi       |
| Shriya Pilgaonkar   | Ayanna           |
| Abhishek Krishna    | Sanjay           |
| Venantino Venantini | Henri            |
| Hélène Medigue      | Anna’s vriendin  |
| Philippe Azoulay    | Journalist       |

## Productie
Filmen begon op 6 januari 2015 en er werd gedurende een periode van zes weken gefilmd in India, onder meer in Mumbai, Benares en New Delhi. De film heeft niet in Nederlandse bioscopen gedraaid.

## Dvd
Op 10 augustus 2016 is de film in Nederland uitgebracht op dvd door Entertainment One.